# Nova Sela (Omiš)
Nova Sela falu Horvátországban Split-Dalmácia megyében. Közigazgatásilag Omišhoz tartozik.

## Fekvése
Splittől légvonalban 28, közúton 47 km-re keletre, községközpontjától légvonalban 12, közúton 30 km-re északkeletre, a Cetina északi partján fekszik. 

## Története
A település neve (nova sela = új falu) azt sugallja, hogy újabb alapítású. Ez azonban egyáltalán nem igaz, mivel már 1382-ben említik a nagy kiterjedésű radobiljai plébánia részeként. Területe a régészeti leletek alapján már az ókorban lakott volt, melyet a Šarić-ház feletti magaslaton található illír várrom igazol. Középkori népességéről a plébániatemplom és a temető területén talált egyedülálló és díszített ősi sírkövek tanúskodnak, melyeket a templom falába építettek. Területe már nagyon korán, 1495 előtt török uralom alá került és csak 1715-ben a velencei-török háború során szabadult fel a török uralom alól. Plébániáját 1752-ben alapították, anyakönyveit is azóta vezetik. A településnek 1857-ben 355, 1910-ben 569 lakosa volt. 1918-ban az új szerb-horvát-szlovén állam, majd később Jugoszlávia része lett. A háború után a szocialista Jugoszláviához került. 1991 óta a független Horvátországhoz tartozik. Az 1970-es évek óta lakossága folyamatosan csökkent. 2011-ben a településnek 224 lakosa volt.

## Lakosság
| Lakosság változása | Lakosság változása | Lakosság változása | Lakosság változása | Lakosság változása | Lakosság változása | Lakosság változása | Lakosság változása | Lakosság változása | Lakosság változása | Lakosság változása | Lakosság változása | Lakosság változása | Lakosság változása | Lakosság változása | Lakosság változása |
| ------------------ | ------------------ | ------------------ | ------------------ | ------------------ | ------------------ | ------------------ | ------------------ | ------------------ | ------------------ | ------------------ | ------------------ | ------------------ | ------------------ | ------------------ | ------------------ |
| 1857               | 1869               | 1880               | 1890               | 1900               | 1910               | 1921               | 1931               | 1948               | 1953               | 1961               | 1971               | 1981               | 1991               | 2001               | 2011               |
| 355                | 389                | 414                | 459                | 498                | 569                | 630                | 615                | 723                | 752                | 705                | 728                | 655                | 471                | 286                | 224                |

## Nevezetességei
Szent Péter apostol tiszteletére szentelt római katolikus plébániatemploma a temetőben áll. A mai templom elődje egy deszkából épített templom volt, melyet Cupilli érsek említ 1718. június 16-án itt végzett vizitációja alkalmával. Hosszúsága 11, szélessége 6 könyök volt. Valószínűleg 1700 körül építették ideiglenes megoldásként. Az első kőből épített templomot 1742-ben említik. A mellékbejárat feletti kőtáblán az 1765-ös évszám áll, mely a következő átépítés dátuma lehet. A templom hosszúsága 15, szélessége 5 méter. Homlokzata felett kis harangtorony állt, benne egy haranggal. Ezt 1989-ben elbontották és helyette építették a ma is látható piramis záródású beton harangtornyot. A templombelsőt az 1990-es években rendezték, ekkor helyezték át a régi fából faragott oltárt az apszis falához, eléje pedig szembemiséző oltárt építettek. A régi oltár közepén áll a plébánia védőszentjének Szent Péter apostolnak a szobra, két oldalán Jézus szíve és a Lourdes-i Szűzanya szobraival. A hajó falánál szent Lukács evangélista és Szent Kelemen pápa szobrai láthatók, akiknek korábban önálló oltárai voltak. A régi fából épített kórust beton kórusra cserélték. A templom mellett állt a régi halottasház, melyet lebontottak és a helyére épített kőépület lett a templom sekrestyéje. 